# Anders Ljungstedts gymnasium
Anders Ljungstedts Gymnasium (med smeknamnet Ljunkan) är en kommunal gymnasieskola i stadsdelen Kallerstad i Linköping, med cirka 1 100 elever och 240 anställda. Skolan erbjuder huvudsakligen praktiska  program och linjer.
Skolan har sitt namn efter affärsmannen Anders Ljungstedt (1759–1835),  som samlade en förmögenhet i Kina, och som skänkte en stor summa pengar till en skola för fattiga barn i sin födelsestad.

## Historia
Då det vid 1800-talets början inte fanns några yrkesskolor i Sverige, anslog Ljungstedt fr. o. m. 1819 sammanlagt 170 000 riksdaler för inrättande av en praktisk skola i Linköping för dem som ville arbeta i näringslivet. Emellertid blev den (troligen 1824) upprättade Ljungstedtska skolinrättningen, sedermera Ljungstedtska friskolan istället en vanlig lancasterskola.
Folkskola förblev den till 1881, då den fick självständig tillvaro som ett slags fortsättning på folkskolan. 1908 slogs den samman med Linköpings tekniska aftonskola, som inrättats år 1900 med medel som donerats av Mårten Meurling på Syserum. Skolan fick då namnet Ljungstedtska tekniska yrkesskolan.
Senare bytte skolan namn till Ljungstedtska skolan och numera heter den Anders Ljungstedts gymnasium.
Den nuvarande placeringen fick skolan i början av 1960-talet i helt nybyggda lokaler. Efterhand har fler lokaler byggts till och när skolan var som störst omfattade den 2 800 elever och över 400 anställda.

## Utbildningar
Skolan bedriver nedanstående utbildningar och vuxenutbildningar.
- Bygg- och anläggningsprogrammet med inriktningarna Måleri, Maskin, Husbyggnad och Plåt. Inom Husbyggnad ingår utbildning till snickare, murare och betongarbetare.
- El- och energiprogrammet
- Flygtekniska programmet
- Fordonsprogrammet
- Gymnasiesärskolan
- Hantverksprogrammet med inriktning textil, hår och makeup-stylist och frisör/barberare
- Industritekniska programmet
- Introduktionsprogrammen
- Kommunala skolan, särskild utbildning
- Kvalificerad yrkesutbildning livsmedelsteknik och livsmedelshantering
- Lärlingsutbildning
- Nationell idrottsutbildning
- Restaurang- och livsmedelsprogrammet
- VVS- och fastighetsprogrammet

## Hemsida
Anders Ljungstedts gymnasium hemsida